# 阿列克谢·彼得罗维奇·叶尔莫洛夫
阿列克谢·彼得罗维奇·叶尔莫洛夫（俄语： 1777年6月4日—1861年4月23日）19世纪俄罗斯帝国将军，曾参与高加索战争。

## 简介
在18世纪末到19世纪这段时期，除1799年亚历山大·苏沃洛夫大元帅在意大利北部和瑞士的战局期间，叶尔莫洛夫因被指控阴谋反对保罗一世而遭到流放之外，他参与了所有对抗法国的军事行动。被流放两年后，亚历山大一世赦免并重新启用了他。在拿破仑战争期间，他参加了奥斯特里茨战役、埃劳战役、博罗季诺战役、库尔姆战役和进攻巴黎的军事行动，在博罗季诺战役、小雅罗斯拉维茨战役和库尔姆战役期间表现尤为突出，晚年则指挥了俄罗斯帝国征服高加索的战争。
叶尔莫洛夫反对外裔将领担任俄军总司令，不论是本尼格森、巴克莱·德·托利还是维特根施坦，他与接替巴克莱·德·托利继任俄军总司令的米哈伊尔·库图佐夫大元帅也关系险恶（派系不同）。在苏德战争初期担任第一军团参谋长期间他涉嫌散布谣言中伤总司令巴克莱·德·托利，污蔑他是法国人的间谍、内应，尽管他本人同意总司令向内陆撤退的焦土政策。在博罗季诺战役结束，巴克莱·德·托利被库图佐夫和本尼格森打压而被迫称病辞职后，俄军总部那种争权夺利的情况愈加险恶，以至于库图佐夫不得不将彼得·科诺夫尼岑招入总部，尽管这位后卫战大师完全不能胜任参谋职务，尼古拉·尼古拉耶维奇·拉耶夫斯基在信件中称之为“毒蛇的巢穴”。叶尔莫洛夫的表弟，著名的游击队指挥官、诗人杰尼斯·达维多夫称其为俄军的守护天使，巴克莱·德·托利则评价他虽看重尊严，但却是个说谎者和阴谋家。